# バイオハザード リベレーションズ2
『バイオハザード リベレーションズ2』（バイオハザード リベレーションズツー、BIOHAZARD REVELATIONS 2 、欧米では: RESIDENT EVIL REVELATIONS 2）は、カプコンより発売されたゲームソフト。『バイオハザード リベレーションズ』の続編であり、リベレーションズシリーズの第2作目にあたる。続編であり時系列上の繋がりはあるが、ストーリー上の繋がりはほとんどない。『バイオリベ2』とも。「リベレーションズ」は「真実」を意味する。
2015年3月19日にPlayStation 4、PlayStation 3、Xbox One、Xbox 360、Windows版が発売され、同年9月17日にPlayStation Vita版が、2017年11月30日にNintendo Switch版が発売された。

## 概要

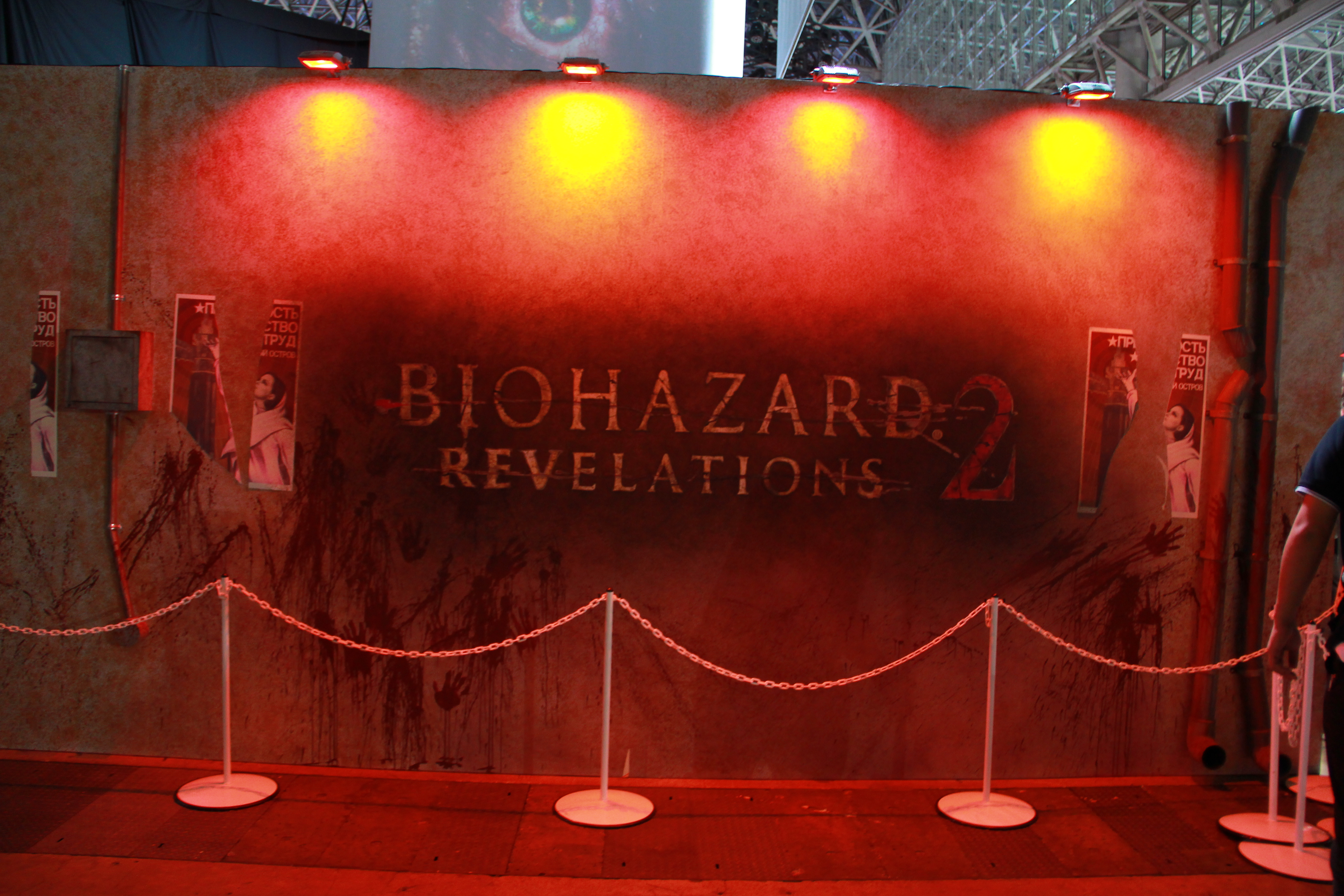
2014年の東京ゲームショウで展示されたバイオハザードリベレーションズ2。

バイオハザードシリーズとしては、2012年発売の『バイオハザード6』（以降『6』）以来、約2年5ヶ月振りとなり、同年発売の『バイオハザード リベレーションズ』（以降『RV』）以来、約3年2ヶ月振りのシリーズとなる。
時系列的には『バイオハザード5』（以降『5』）と『6』の間に位置し、『5』での事件から2年後、『RV』から6年後の2011年が舞台となる。また、ゲームシリーズと同一の世界観に相当するフルCGアニメ映画『バイオハザード ダムネーション』とも同系列に位置する。
『バイオハザード』（以降『1』）の主人公クリス・レッドフィールドの妹で、『バイオハザード2』の主人公だったクレア・レッドフィールドと、『1』の主要人物であるバリー・バートンを主人公として、前作『RV』のコンセプトはそのままに、趣の異なる2つの脱出劇が描かれる。また、『RV』同様、新たなエピソードが始まる際には「これまでのリベレーションズ2は…」というセリフと共に、前エピソードのダイジェストが流れる。さらに、エピソード1～3の終了時には、「次回のリベレーションズ2は…」というセリフと共に次のエピソードの予告映像が流れるなど、海外ドラマを意識した演出がなされている。
カプコンのゲーム作品としては初めて、4つあるエピソードごとに順番にオンラインストアで分売された (単品販売のほかに、エピソード2～4と2つのエクストラエピソードレイドモード用の追加キャラクター「ハンク」をセットにしたパックである『シーズンパス』や、本編すべてのエピソードと2つのエクストラエピソードとレイドモード用の追加キャラクター「ハンク」をセットにしたパックである『コンプリートシーズン』（COMPLETE SEASON）もダウンロード販売された)。2015年2月25日から4週に渡って毎週水曜日に配信され、エピソード4配信の翌日の同年3月19日に全エピソードを収録したパッケージ版が発売された。
なお、先述通り『RV』との繋がりはほとんどないものの、『RV』での事件に直接的に触れられている描写はあり、『5』での事件や『6』の登場人物にも少しだけだが、触れられている。『RV』と違いマルチエンディングとなっており、グッドエンドとバッドエンドが存在する。
モチーフ
本作は劇中の台詞や隠し要素からフランツ・カフカの小説『変身』がモチーフとなっており、また各エピソードのタイトルもカフカの著書から採られている。クレアを主人公としていること、孤島を舞台にしていることは『CODE:Veronica』のオマージュである。また、バリーが娘のモイラのために孤島に救助に駆けつける点も、『CODE:Veronica』のクリス編のオマージュである。
オンライン協力プレイ
発売時点ではオンライン協力プレイに未対応（オフラインでの画面分割プレイは可能）であり、同年3月31日より対応した。なおオンライン協力プレイはレイドモードのみで、ストーリーモードはオフライン専用となる。この理由について、開発陣は技術的には可能であったが、片方が攻撃役で片方がサポート役に固定されるためオンライン協力プレイにそぐわないためとしている。PS3版において、コントローラ「2」を使用してオンライン協力プレイの招待を受けると、タイトル画面に戻され、その後操作不能になる不具合が発生した。PSボタン長押しで表示される「コントローラ設定」でコントローラ「1」にして操作していれば発生しない。また、すべての機種において、ストーリーモードで「リトライ」「コンティニュー」を行うと特定の武器が増殖してしまうバグが発生した。
超レイド祭
「ニコニコ動画」のイベント「ニコニコ超会議」2015年4月25日(土)、26(日)にて「『リベレーションズ2』超レイド祭！」を開催した。通常には登場しないレベル120の敵が登場し、開発チームでさえ、初プレイでの生還率0%の難易度と謳っており、イベントには100人が参加し、そのうち12人が生還した。
評価
週刊ファミ通のクロスレビューでは、4人全員が9点をつけ合計40点満点中36点でプラチナ殿堂入りを果たした。

## ゲームシステム
基本的にはビハインドカメラ方式となっており、『6』より導入されたダッシュや不意打ち、『RV』でのシステムも引き継いでいることに加え、新たなシステムも導入されている。
操作キャラクターの切り替え
『0』同様リアルタイムで操作しているキャラクターを切り替えることが可能。クレア編ではクレアからモイラに、バリー編ではバリーからナタリアに切り替えることができる。また、『6』同様、パートナーに対し、指示を出すことが可能であり、呼び掛ける声も状況次第で囁き声になったり、叫び声になったりする。
体力は無限ではないが、瀕死になっても助ければ死亡はしないという過去作の中間のようなシステムとなっている。
隠しアイテムの発見
本作では、アシストキャラクターがステージに隠されたアイテムを特定のアクションで発見できるようになっており、クレア編では、モイラの持つライトの照射によって、バリー編では、ナタリアが強い感受性を利用した指差しによってそれが可能となっている。どちらとも、発見した際は効果音と共にあった場所で光るようになる。前作『RV』における「ジェネシス」の役割を担うことから、一部の開発者はモイラのことを「ジェネ子」と呼んでいたという。
しゃがみ姿勢での移動
『6』同様低い姿勢での移動や射撃が可能。ただし、しゃがみ姿勢に変更されている。ダクトなどを潜る事が可能なほか、足音を消す事ができ敵に気付かれにくくもできる。また、しゃがみ姿勢時に銃を構えると照準の手ブレが抑えられる。バリーのパートナーのナタリアはこのしゃがみ姿勢によって前述にある強い感受性をより強める事が出来る。
任意のタイミングでの回避動作
『RV』では敵の攻撃に合わせてタイミングよくボタンを押さなければ回避動作がとれなかったが、今作では『6』同様任意のタイミングで任意の方向に回避動作を行うことが可能。ステップする様な動作となっている。
画面エフェクトの追加
前作『RV』同様ダメージが蓄積されると画面のエフェクトに血が徐々に現れ始め、ダメージが溜まるほど濃くなっていったりプレイヤーの呼吸が制限されるような場所では視界が徐々に白黒になり最終的に真っ黒に染まっていったりしていくが、今作では新たに敵の攻撃を受けると視界不良状態になったり出血状態になったりといったエフェクトも表示するようになりそれらを回復させる専用アイテムも新たに登場している。
ただし、レイドモードには体力ゲージがある。
スキル習得
作中では、ルビーやサファイアなどの宝石などでBPを取得し、それと交換することで、プレイヤーに役立つスキルが習得できるようになり、アクションが幅広くなっていくが、『6』とは違い、キャラクター個人の習得ではなく、全キャラクター共通のスキルとなっており、キャラ専用スキルやレベルアップ可能なスキルも存在する。
ストーリーモードとレイドモード
前作『RV』に引き続き本編である「ストーリーモード」とハックアンドスラッシュタイプのアクションゲーム「レイドモード」が収録された。レイドモードは敵を倒して特定地点のゴールを目指すミッションをクリアし、プレイヤーや武器のレベルを上げながら更に難易度の高いミッションに挑戦していくモード。
難易度
『RV』やこれまでのナンバリングシリーズ同様、難易度の設定も可能となっており、CASUAL、NORMAL、SURVIVAL、NO ESCAPEの4種類となっており、右に行くに従って難易度は上がっていく。尚、NO ESCAPEは、SURVIVALをクリアすると解放される。
タイムリミットモード、インビジブルモード
両方とも、特定の条件を満たせば解放されるモード。
タイムリミットモードは、名の通り、制限時間内にメインエピソードをクリアしていく内容であり、難易度はNORMALで固定されている。内容は難しいが、クリアすると特典が得られる。
インビジブルモードは、基本的にはプレイヤーからは敵が見えなくなっているモードで、特定の条件や状況にならなければ、姿を見ることはできない。難易度はSURVIVALで固定されている。敵が見えない分、難易度はかなり高いが、こちらもクリアすれば特典が得られる。
各種アクションの弱体化
今作ではコンテナやはしごなどの昇降時は無敵状態ではなくダメージを受ける。また、はしごを昇る際は『アウトブレイク』同様自分でスティック操作で登る必要があり、攻撃を受けるとダメージを受けて落ちてしまう。
『RV』ではグリーンハーブは一瞬で使用できたが、今作はボタンを押しっぱなしにしてゲージが満タンになるまで待つ必要がある。回復量も全回復ではなくなった。

## ストーリー

### エピソード1「流刑地にて」(Penal Colony)

#### クレア編
『インフィニット・ダークネス』の事件から5年後の2011年。クレア・レッドフィールドはNGO団体「テラセイブ」の職員として、バイオテロや薬害の被災者救済で世界を飛び回る日々を送っていた。ある日、クレアはテラセイブ本部で催されたパーティーに参加。そこには新人職員のモイラ・バートンもいた。2人はクレアの兄クリス・レッドフィールドとモイラの父バリー・バートンを介して知り合い、今は親しい友人同士となっていた。2人はパーティーで、互いに冗談を言い合う楽しい時間を過ごしていたが、パーティー会場に突如、謎の特殊部隊がなだれ込んでくる。特殊部隊により機密情報漏洩とスパイ嫌疑という身に覚えのない罪をかけらたクレアは、必死の抵抗を試みるも薬で気絶させられてしまう。
クレアが意識を取り戻すと、そこは見覚えのない古びた施設の檻の中だった。腕には謎の腕輪が取り付けられており、クレアが立ち上がるとなぜか檻の扉が解錠される。状況を飲み込めないまま、檻から抜け出して歩いていると、道中で自分と同様に捕まっていたモイラを発見。すると、なぜかモイラの檻の扉も解錠され、2人は謎の施設内を探索する。ところがその最中、ゾンビに似た異形の化物に遭遇。さらに、その化物は一人の女性を襲い追いかけていた。クレア達は女性を助けるべく追いかけ、何とか化物を退けるが、既に女性は致命傷を負って血だらけになっており、クレア達の目の前で息絶えてしまう。その女性は、クレア達と同じテラセイブ職員のジーナ・フォリーだった。その後、クレアはモイラにも武器が必要だと考えるが、モイラは幼少期のトラウマが原因で銃だけは使いたくないと言ったため、道中で入手したバールを武器に使うことにする。
その後もしばらく施設内を探索していると、腕輪から突然オーバーシア（監視者）と名乗る謎の女の声がして、「ヴォセクへ向かえ、そこで全てが始まる」と告げる。未だに状況を飲み込み切れない中で歩を進め、化物たちを振り切って辛くも施設の外に出ると、電波塔を発見。2人はそこへ向かう。そして、クレアが電波塔の上まで登り電源のレバーを引き、モイラは電源の回復を確認すると、涙声で必死に救難信号を発信する。そしてクレアは、周りの風景をみるとそこには見渡す限りの大海しかなく、自分たちのいる場所が絶海の孤島であることを知る。

#### バリー編
孤島を目指し、海上をボートで走り抜ける1人の男がいた。男の名は、バリー・バートン。元ラクーン市警の特殊部隊「S.T.A.R.S.」の隊員にして、現在はBSAAのアドバイザー。バリーは、悲痛な面持ちで孤島を見つめる。それは、最愛の娘のモイラが消息を絶ったうえ、彼女の行方を探すうちに今見つめている孤島にいるという情報を掴み、ここまでボートを走らせてきたからであった。
孤島に着くと、早速モイラを探すために行動を開始しようとするが、岸壁でナタリア・コルダという白服の少女と出会う。何故こんな孤島で単独行動をしていたのか、という疑問を持ちながらも、バリーはナタリアに、危険だからと舟で待つよう諭す。しかし、ナタリアは「一人は嫌だ」と言って聞かないため、自分から離れない事を条件に、行動を共にすることを渋々認める。施設に入ると、ゾンビに似た化物が至る所を徘徊していた。ナタリアには化物の気配を感じ取れる特殊な能力があり、バリーはナタリアの能力のサポートを受けつつ、化物の襲撃を掻い潜りながら施設を探索する。
施設から脱出後、2人は電波塔に向かうが、道中の橋が崩落しており迂回を余儀なくされる。バリー達は迂回の道中で暗い森を通るが、そこで2人の人間が縫合されたような姿の異形の化物に遭遇する。事前の報告にはなかった未知の化物に戸惑うバリーだが、かつてアルバート・ウェスカーが生み出して全世界に散布しようとしたウロボロス・ウイルスの特徴がその化物に見られたことから、バリーは何者かによってウロボロス・ウイルスが島に持ち込まれている可能性を考える。
その後、遠回りの末に電波塔へたどり着くと、バリーは早速救難信号の解析を試みる。すると、モイラが救難信号を発信したのが今から半年前であることが判明し、バリーは愕然とする。さらに、モイラの名を出すとナタリアは頭を抱えて苦しみ始め、「モイラは死んだ」と、バリーにとっては耳を疑う言葉を告げる。

### エピソード2「観察」(Contemplation)

#### クレア編
オーバーシアの指示を受けたクレア達は、その指示に従い漁村にある酒場"ヴォセク"へと向かった。ヴォセクにたどり着くと、そこにはアフリクテッド達から辛くも逃げてきていた、同じテラセイブ職員のガブリエル・チャベス(ゲーブ)とペドロ・フェルナンデスがいた。ゲーブは、目が覚めたら森の中にいて仲間のエドワード・トンプソンが殺された事を、クレアは、廃墟の収容施設で目覚めジーナが殺された事を、それぞれ伝え合った。それからはしばらくヴォセクの中を調べていた所、またしても腕輪からオーバーシアの声がして、これから始まる実験のためにウイルスを全員に投与した事を知らされる。一同は驚愕の表情を浮かべ、言い知れない恐怖を抱きそうになるが、クレア達はとりあえずヴォセクを出て漁村の調査に乗り出していく。
村を調査する過程でゲーブは、1機のヘリコプターを発見した。クレア達は村内を探索し、ペドロと協力しながらヘリに必要なバッテリーと燃料を入手。後はヘリを修理するだけとなり、ゲーブにそれを任せることにした。だがその時、突如けたたましいサイレンが村に鳴り響き、それが合図だったかのように次々とアフリクテッド達がクレア達を襲撃してきた。クレア達はヴォセクに籠城し必死の抵抗を続けるが、ペドロが恐怖に耐え切れなくなり、体内のウイルスが発症。異形の姿に変異して自我を失い、持っていたドリルを振り回してクレア達に襲い掛かって来た。クレア達は必死にかわしながら逃げ回っていたが、間一髪のところでテラセイブ幹部のニール・フィッシャーが救援に現れ、クレアとモイラはどうにか村からの脱出に成功する。
ペドロが発症前に「腕輪の通信は電波が阻害されない高い所から発信されている」と言っていたのを受け、3人は市街地の中心に建つ塔を目指すことにした。しかし、道中またもアフリクテッド達に襲撃され、ニールはクレア達を逃がすために囮となって走り去っていった。クレアとモイラはそのまま市街地を進んでいくが、その途中、クレア達と同じ腕輪を付けている白服の少女に出会う。少女の話から、彼女はテラセイブの施設からこの島に連れて来られたことが判明する。その後、3人は敵を退けながらどうにか塔の前の道にたどり着くが、その時ゲーブが操縦するヘリコプターが頭上に現れた。これでようやく脱出出来ると思った矢先、ゲーブの腕輪から「ルール違反よ、グレーゴル」とオーバーシアの冷たい声が聞こえ、ヘリが突然故障。同時にウイルスが発症したゲーブはナイフで自らの手首に切りつけて腕輪を外そうとするが、ヘリは為す術なく、そのまま建物に激突し炎上した。さらに、先程まで一緒だった少女もクレア達の前から姿を消してしまう。

#### バリー編
ナタリアから「塔へ行く途中でモイラと一緒になった」と告げられたバリーは、ナタリアに塔までの案内を頼み、塔に向かうことにする。その道中の漁村で、バリーはナタリアから「怪物が近づいてくる」と言われるが、バリーには何も見えない。ナタリアの指示する方向を銃で撃つと、確かに撃った先で血が飛び散り、大きな虫のような化物が姿を現し、地面に落ちて死んだ。姿の見えない敵に言いようのない危機感を感じながら、バリーはナタリアのサポートでグラスプの襲撃を退けて市街地に向かう。ナタリアは市街地を歩く道中、7年前のバイオテロ事件「テラグリジア・パニック」で両親を失い、以来ずっと一人でテラセイブの施設にいたことをバリーに語る。
どうにか塔にたどり着いたバリー達は、瓦礫で荒れ果てた塔内の奥で一枚の写真を見つける。それは、アルバート・ウェスカーと一人の女が写ったものであった。ナタリアはその写真を見て「ウェスカーを知っている」と言い、アルバート・ウェスカーではなく一緒に写っている女のほうを指差して「アレックス・ウェスカー」と告げる。バリーは「そんなはずはない。」と口では否定するも、ウェスカーが二人いるという事実に驚きを隠せない。そんなバリーとナタリアの前に、呼吸器のようなものと大きなマントを身に纏った不気味な者が姿を現し、ナタリアを見つめると彼女の名を呼んで指を指したのだった。

### エピソード3「審判」(Judgment)

#### クレア編
ナタリアを見失ったクレア達は、塔の入口でニールのメッセージを見つける。そこには一言「工場へ行け」とだけ書かれており、2人はナタリアとニールを探しつつ工場へ向かう。しかしその工場も、オーバーシアのテリトリーであった。突然オーバーシアから「神々の処刑場、そこに答えはある」と言われ、工場内に潜入するが、そこで待ち受けていたのは彼女の仕掛けた罠であった。工場はかつて食品加工の施設だったようだが、オーバーシアによって、数々の残虐な仕掛けや凄惨な光景が散りばめられた狂気の施設へと変貌を遂げていた。2人は協力しながら、いくつもの罠を乗り切り、ニールの捜索を続ける。だが突如、異国の言葉でのアナウンスが聞こえ出し、二人がシャッターを開けた先では紅蓮の炎が酒造棟を包み込んでいた。2人は協力して化物を掻い潜りながら進み、辛くも爆発寸前の工場から脱出に成功する。
その後、クレア達はそのまま地下下水道を通って塔の最上階を目指す。地下下水道から塔内にある墓場を通り、ようやく最上階に繋がるエレベーターがある広場にまで辿り着いたが、その一室にあったファイルを目にしたクレアは愕然とする。自分達テラセイブのメンバーをこの島に拉致させたのはニールであり、彼はオーバーシアの協力者だったのだ。クレアはモイラに案じられつつ、オーバーシアの元へ向かおうとエレベーターに乗り込む。ところが、そこにはフラフラのニールがおり、クレアに倒れ込んできた。「これが、俺のやり方だ。」と告げるニール。クレアはニールを気遣おうとするが、既にオーバーシアによってウロボロス・ウイルスを投与されており、みるみるうちに異形の姿に変異してしまう。クレア達はクリーチャー化したニールとが対峙し、苦戦の末にニールを倒す。その後、エレベーターで最上階に行こうとするが、復活したニールがクレア達を襲撃、下に転落してしまう。ニールにのし掛かられて身動きが取れないクレア。その隣に倒れるモイラと落ちたハンドガン。モイラは幼い頃の銃を持てなくなったトラウマと恐怖を振り払い、ニールにトドメの銃撃を何度も撃ち込み、息の根を止めさせた。クレアは驚きながらも、ニールの遺体から抜け出し、改めてエレベーターに乗り込み、オーバーシアの元に向かっていった。

#### バリー編
ナタリアの名を呼び、彼女に指差す不気味な人物。ナタリアは驚きを隠せない表情を浮かべる。バリーは顔だけを向け、言葉には出さず「知っているのか？」という表情をナタリアに向けるが、ナタリアは否定する。するとその人物は、静かに呼吸器を外してその不気味な素顔を明らかにする。その人物こそ、半年前にモイラ達を実験に巻き込んだ、「オーバーシア」ことアレックス・ウェスカーであった。バリーはモイラの行方を聞き出そうとするが「1人残らず葬った」とだけ言われてしまう。僅かな希望を打ち砕かれたバリー。それと同時に周りを大勢のレヴェナントに囲まれてしまう。バリーは「後で必ず殺す」とだけ言い残し、とっさの機転で何とかナタリアとその場を逃れた。
無事に下水道に到着したバリーは、傷ついたナタリアを介抱しながらも先へ進む。その道中、バリーは下水道の一室でモイラの残した録音メッセージを発見。モイラの悲痛なメッセージを聞いて悲観するバリー。だが、娘の仇を討つため立ち向かう覚悟を決めたバリーは、アレックスへの復讐を果たすと誓うのであった。その後、下水道を抜けた先の水路を抜け、ようやく外に出ることに成功。そこは、かつて使われていた鉱脈の採掘場であった。ナタリアと協力しながら採掘場を進んでいくと、採掘場の上層部でまたしてもアレックスが出現。応戦しようとするバリーだったが、アレックスによって瞬時に崖下に吹き飛ばされてしまう。その後、アレックスはナタリアを締め上げようとしたが、何故か急にやめ、突然大きな悲鳴をあげたのだった。

### エピソード4「変身」(Metamorphosis)

#### クレア編
オーバーシアの計画した非道な実験に巻き込まれたクレアとモイラ。だが、2人の長い戦いも終わりの時を迎えようとしていた。裏切り者のニールを退け、オーバーシアのいる塔の最上部へ迫るクレア達であったが、同時にアレックスがナタリアに施した転生の儀が完了してしまう。数々の罠をくぐり抜け、ついに対峙したオーバーシアとクレア達。しかし彼女は、不気味に「実験は成功した」「我々の救い、それは死である。」と言い残すと、拳銃で自らのこめかみを撃ち抜いて自殺してしまう。訳が分からないまま、混乱する2人。だがその直後、塔の爆破シーケンスが作動。オーバーシアに何も聞けなかったことに悔しさを抱きながらも、クレア達は崩落の始まった塔からの脱出を余儀無くされる。道なき道を進み塔内を死に物狂いで走り抜け、ようやく下層近くまで来たが、突如瓦礫がクレア目掛けて崩落。それを見たモイラはクレアを庇って前に突き出すが、自らは瓦礫の下敷きになってしまう。悲痛の叫び声を上げるクレアに「クレアだけでも逃げて」と告げるモイラ。何としてもモイラを助けたかったクレアだが、塔崩落まで幾ばくもない、泣く泣くクレアは、壁に空いた穴から海に飛び降りて、一人で塔から脱出したのだった。
その後、満身創痍で孤島から生還を果たしたクレアは、とある病院の集中治療室へ運ばれる。その最中、朦朧とする意識の中でバリーの呼び掛けに気付き、意識を辛うじて浮上させた。バリーから「モイラは？一緒じゃないのか？」と聞かれるが、クレアは涙を流して「ごめんなさいバリー。救えなかった。」と告げた。絶望のドン底に突き落とされたバリーは、治療室の前で項垂れるしかなかった。

#### バリー編
アレックスの不意討ちを受け、気絶していたバリー。ふと目を覚ますと、ナタリアが心配そうにこちらを見ていた。彼女の無事を確認し、バリーは再びアレックス捜索を開始する。進んだ先にあったゴミ捨て専用のクレーンを利用して施設に入り、毒ガスが充満する地下施設のさらに地下に向かうと、不気味な洋館が構えられている施設にたどり着く。ナタリアは「きれいな所」と言うが、バリーは「十数年前の洋館事件のトラウマを思い出す」と怪訝な様子。洋館の地下へ進むと、そこはレヴェナントを始めとするB.O.W.やウイルスの研究施設だった。そこに表れるレヴェナント達B.O.W.を退けながら、2人は更に地下の深奥部へと歩みを進める。途中、腕輪からアレックスのナタリアに対する憎悪の声が聞こえてきた。「紛い物、本物」「ナタリア、死ね」と執拗に繰り返すアレックス。怯えるナタリアを余所に、バリーは更に奥へと突き進み、遂にアレックスのいる部屋にたどり着く。アレックスは「私が生きている限り、お前の存在を許す訳には行かない。」と呪いの言葉を吐き捨てた後、自らにウロボロス・ウイルスを投与。異様な姿をした怪物と化し、遂に両者が対峙する。アレックスの執拗な攻撃からナタリアを守りつつ、バリーは奮戦。何十発もの銃撃を浴びたアレックスは、その場に倒れ込み動かなくなった。バリーは動かなくなったアレックスに近付くが、隙を付いてアレックスがバリーを吹き飛ばし、そのままナタリアに掴み掛かると、ナタリアを締め上げていく。余りの力で吹き飛ばされたバリーは、痛みで思うように動く事が出来ない。
バッドエンドルート
しばらく締め上げられていたナタリアは動かなくなり、死んだと思われたが、直後に再び目を覚ます。そして、そのままアレックスの腕やオレンジ色のコアを引き千切って返り討ちにし、殺害した。先程までのナタリアとあまりに違う様子に、ただ見ていることしか出来ないバリー。アレックスを殺したナタリアに話し掛けるが、ナタリアは冷たい笑顔を見せながら「ナタリアじゃない。私はアレックスよ。」と言い放ち、バリーに別れを告げ、笑い声を上げながらその場を静かに後にした。モイラもナタリアも救えなかったバリーは、最早その場にへたり込み項垂れるしか出来なかった。
グッドエンドルート
万事休すかと思われた時、激しい銃声と共にアレックスに何発もの銃弾が撃ち込まれ、アレックスはもがき苦しみながら再び倒れ込み、ナタリアは事なきを得た。銃声がした方向にバリーが目をやると、そこにはトラウマで銃が持てなかったはずのモイラが、銃を握り締めて立っていた。バリーはモイラが生きていたことを、モイラはバリーがここまで助けに来てくれた事を、互いに喜び称え合う。しかし、直後にアレックスが復活。ウイルスに侵食され最早自我を失い、ただ激しい咆哮を上げるだけの化物と化し、バリーとナタリアに襲い掛からんとしていた。モイラは直ぐに2人の逃走経路を確保し、2人を誘導して逃げに転じる。しかし、3人が逃げた先は断崖絶壁。背後からアレックスに追い詰められ、再び窮地に立たされる。
そこへ、1台のヘリコプターが姿を表した。乗っていたのは、大怪我から復活しモイラを助けに戻ってきたクレア。クレアは、研ぎ澄まされた感覚でアレックスのコアを狙撃。3人がヘリに乗ると、クレアは半年前に助けられなかった事をモイラに侘びるが、モイラはここまで助けに来てくれたことで意に介さなかった。そこへ、尚も激しい咆哮を上げて迫り来るアレックス。バリーとクレアは共同戦線を張り、アレックスとの最終決戦に挑む。バリーの誘導とクレアの的確な狙撃、互いの息の合った連携によって戦いを優勢に進めていき、最後はクレアが放ったロケットランチャーの直撃を受け、アレックスは爆発四散。4人は無事に島から脱出した。
孤島から生還して2年後の、2013年のある日。この日、クレアがバリーの家を訪ねてくることになっており、バリーの家ではモイラがクレアを迎える準備に追われていた。テレビでは、アメリカのトールオークスで発生したバイオテロのニュースが、大々的に報じられている。クレアは、バリーの家に向かう最中、兄のクリス・レッドフィールドがバイオテロの対処のため中国にいることを知り、兄の同僚のピアーズ・ニヴァンスによろしく伝えるよう電話で話していた。ナタリアは、孤島を脱出後にバリーに引き取られ、バリーの家でモイラと共に暮らしていた。ナタリアはカフカの小説を読みながら、意味深な笑みを浮かべた。

### エクストラエピソード1「ある戦いの記録」(The Struggle)
アレックス・ウェスカーの自害とともに起きた塔の崩落に巻き込まれたモイラ・バートンは下水道のある場所で目覚める。彼女を助けたのは、クレアとの道中で出会ったことがある老人エフゲニー・レビックであった。エフゲニーはモイラが回復したことを察すると「回復したなら、さっさと出て行け」と言い放った。それを聞いたモイラは1度は出て行こうとしたもの、頼るものがなかったため、止む無しにエフゲニーに置いて貰うよう懇願した所、「タダ飯を食わせるほどの余裕はない、生き延びたければ自分の物は自分で何とかしろ。」と自給自足を条件に置いて貰う事となった。こうしてモイラの半年間に及ぶサバイバル生活が幕を開け、エフゲニーと共に、食べ物と武器の調達、時にはクリーチャーや、B.O.W.との戦いに幾度となく見舞われながらも、どうにか、半年間生き延びてきていた。とある日に訪れた鉱山の採掘場にてエフゲニーの娘、イリーナが既に死亡した事を知り、強いショックを受けるエフゲニー。そこへまたしてもB.O.W.の群れに襲撃されてしまうが、辛くも撃退に成功する。
森にて拾った手帳を見たモイラはそれが自身の父、バリーのものであると気付くと同時に、彼が自分を助けにこの島に来てくれているかも知れない事を知る。その可能性を抱いたのと同時にモイラはエフゲニーとの、最後のやり取りを回想していた。彼女を突然部屋の外に締め出したのである。涙に暮れながら中に入れるよう懇願するが、この島で死ぬ道を選んだエフゲニーは「お前はここで死ぬべき人間ではない筈だ。必ず生きて帰れ。」と彼なりの気遣いによってモイラを送り出した。そして、この時、初めてお互いの名を教え合ったのである。エフゲニーに激励をされ、彼の住処を後にしたモイラはバリーを探すために歩み出したのである。そして、向かった先にある中が明るくなっている洞窟に近付き、そこへ入ると、倒れているバリーを発見し驚くモイラ。その横に目をやると、化物と化したアレックスがナタリアを今まさに絞め殺さんとしている光景を目の当たりにした。

### エクストラエピソード2「小さな女」(Little Miss)
アレックスが器として認めたナタリアに転生の儀を施し、自害してから半年が過ぎた頃。ナタリアは夢を見ていた。真っ白な場所、そこに座る赤い熊に青い服と帽子をかぶったぬいぐるみが突然立ち上がり、挨拶をしてきた。それに嬉しくなり、笑顔で答えるナタリア。夢はそこで終わり、ナタリアは下水道の奥で目覚めた。彼女は手元に大切なぬいぐるみのロッティがいないことに気付く。悲しむナタリアに一人の少女が話し掛けてくる。彼女の目の前に現れたのは、同じ顔で黒いドレスを纏ったもう一人のナタリア。もう一人のナタリアはロッティからの手紙を預かっていたと手紙をナタリアに渡し、更にロッティからの手紙を辿ろうと提案する。それに賛成したナタリアは黒服のナタリアと共に行動に移る。
大勢の敵から身を隠しつつ、ロッティからの手紙を頼りに島を進んでいく二人のナタリア。その道中、黒服のナタリアが度々「もう、ロッティの事は諦めたら？友達なら私がなってあげる。」と言う彼女に対して、白服ナタリアは「絶対に嫌」と言って頑なに拒否しつつ、突き進んでいく。そして、遂にロッティの元に辿り着いたが、そのロッティはナタリアに対し悪態を付いた後、倒れ込み動かなくなった。その後、黒服ナタリアが「もう少し時間が掛かりそうね。」と意味深な言葉を注げ、消えていった。そして、1人となったナタリアは自分が島の海岸にまで来ている事に気が付き、ふと海の方向を見ると1隻の舟が猛スピードでこちらに向かってくるのが見えていた。

## 登場人物

### 主要人物
ここでは、プレイヤーキャラクターである4人を挙げる。
クレア・レッドフィールド (Claire Redfield)
英語音声 - James Baker/日本語音声 - 甲斐田裕子
「クレア編」の主人公。
元S.T.A.R.S.隊員にして現BSAA (Bioterrorism Security Assessment Alliance) 隊員であるクリス・レッドフィールドの妹。
年齢は32歳（2011年時点）→34歳（2013年時点）、身長 169cm、体重 52.4kg。
1998年に発生したラクーンシティ事件の数少ない生存者にして、バイオテロや薬害事件を根絶する目的で立ち上げられたNGO組織「テラセイブ」の一員。
英語音声はこれまでのバイオハザードシリーズでは一貫してアリソン・コートが担当してきたが、今作ではJames Bakerに変更された。
モイラ・バートン (Moira Burton)
英語音声 - Marcella Lentz-Pope/日本語音声 - 藤村歩
テラセイブの新人職員。元S.T.A.R.S.隊員バリー・バートンの長女。
年齢は20歳（2011年時点）→22歳（2013年時点）、身長 165cm、体重 50.7kg
クレアの友人であり、彼女に対する憧れからテラセイブに加入した。口癖は「サイアク」で、これは父バリーも同様であり、物語のある部分でバリーと共に口にするシーンが登場する。また、ポリーという名の妹がいる。
過去のトラウマが原因で銃に対する強い拒否反応があり、そのためバールなどの近接武器を使用する。他にもライトを持つなど、クレアのサポートに徹する。
バリーとは、前述のトラウマとなる事件以来、お互いの葛藤により仲は良くなく、テラセイブに就職したことで溝が深まったとのこと。
バッドエンドルートではトラウマを克服する事は無く、塔からの脱出の際、最期は瓦礫の崩落からクレアを庇った後、腕輪の色が赤く点滅、ウイルスが発症し死亡する。
グッドエンドルートではある事が切っ掛けで、銃のトラウマを克服して再び銃を持てるようになり、バッドエンドルート同様、クレアを庇うまでは同じだがこちらでは生還しており、事件解決後はバリーとお互いの葛藤を乗り越え和解した。
EXEP1 「ある戦いの記録」では、主人公となっており、クレア編エピソード3で遭遇した老人、エフゲニー・レビックと共にバリーが救出に来るまで半年間のサバイバル生活を送る。
バリー・バートン (Barry Burton)
英語音声 - Geoffrey Chalmers/日本語音声 - 屋良有作
「バリー編」の主人公。
モイラ・バートンの父で、対バイオテロ部隊BSAAのアドバイザー。
51歳（2011年時点）→53歳（2013年時点）、身長 186cm、体重 89.3kg
元S.T.A.R.S.のメンバーの1人にして、1998年に起こった洋館事件の生き残りの1人。
突如消息を絶った愛娘モイラを救出するため、単身孤島へと乗り込む。銃の専門家ぶりを遺憾なく発揮し、ハンドガン・サムライエッジにアサルトライフルと愛銃のマグナムを初期装備に持ち込んでいる。
なぜ単身で乗り込んだのかは作中では語られていないが、ディレクターの安保康弘がファミ通のインタビューで「島の近くでモイラが発信した無線をBSAAが傍受し解析した結果だいたいこの辺から発信していると情報を得た所、それを知ったバリーが勝手に行動した」と説明している。
モイラとは、過去のある事が切っ掛けで親子仲が良くなかったが、そうなったのは自分の責任であり、モイラに対しては申し訳ない気持ちでいっぱいだったことをナタリアに語っており、グッドエンディングにて今回の事件を通して和解し、終盤では窮地を救われている。
ナタリア・コルダ (Natalia Korda)
英語音声 - Gabriella Pastore/日本語音声 - 悠木碧
国籍ハンガリー、10歳（2011年時点）→12歳（2013年時点）、身長 137cm、体重 32kg。
熊のぬいぐるみ（名前はロッティ、EXEP2での声優 - 宮田幸季）を抱いた謎の少女。
両親を「テラグリジア・パニック」によって亡くしている。見えない位置にいるクリーチャーに感づいたり姿を消している敵の位置や弱点を看破したり、小さなアイテムを見つけたりと強い感受能力を持っている。この能力を駆使してバリーと行動を共にする。反面、攻撃手段は石を投げ付けたり、叩き付けたりする以外にない上、石がないと全く攻撃手段はなくなるため、基本的には持たない。ただし、バリーが敵に組み付かれている際は、突き飛ばして助ける事はできる。
かつてテラグリジア騒動時に間近でバイオハザードを経験し両親を亡くした経緯から精神がおかしくなった結果、恐怖という感情をなくしている。
アレックスが求めている「器」としての素質があり、クレア編エピソード4冒頭において、アレックスの人格を移されている。定着期間が必要であることから半年間の冷凍睡眠を施されていた。
バッドエンディングではアレックスに乗っ取られ、目の前に居る怪物化したアレックスを殺したりしている。グッドエンディングでは迎えに来たクレアが乗ったヘリで、バリーとモイラと共に脱出する。
バートン家に引き取られ生活を共にするが、2年後のエピローグではバートン家の一室でフランツ・カフカの本を読みながら、アレックスの影響を受けていることを示唆するかのような不気味な笑みを見せている。
白服ナタリア
EXEP2「小さい女」では主人公となっており、アレックスから人格の移植を受けてから半年後に目を覚まし、バリーと出会うまでの経緯が描かれた。
こちらでは、便宜的に白服ナタリアと呼ばれる。本編と違い、見えない場所にいる敵の感知能力はなくなっており、ダッシュもできない（普通に走る事はできる）。
黒服ナタリア
英語音声 - Gabriella Pastore/日本語音声 - 悠木碧
EXEP2「小さい女」のプレイアブルキャラクターの一人。
白服ナタリアと違い、大人びた言動をして、シニカルな性格。
強い感受能力を生かし白服ナタリアの行動をサポートする役割を担う。白服ナタリアと違って、ダッシュが可能で感受能力があり、敵に認識されず自由に動き回れる反面、ドアを開いたり、アイテムを拾えないという制限がある。
正体はEP4でアレックス・ウェスカーの人格がナタリアの姿となったものであることが窺える。

### テラセイブ
ジーナ・フォリー (Gina Foley)　
英語音声 - /日本語音声 - 品田美穂
国籍イギリス、29歳、身長 172cm、体重 不明。
「テラセイブ」メンバーの1人。
クレアやモイラと同じ収容所に収監されていたスタイル抜群の女性。
彼女たちが初めて遭遇したアフリクテッドたちに襲われ、クレアたちの目の前で血だらけで息絶える。
テラセイブとしては情報処理に稀有な才能を有する人物であったらしい。
前作『RV』で同じく序盤に命を落とすレイチェル・フォリーと同姓であるが、血縁関係があるのかどうかは不明。
ペドロ・フェルナンデス (Pedro Fernandez)
英語音声 - /日本語音声 - 亀田佳明
国籍:メキシコ、27歳、身長 172cm、体重 66kg。
「テラセイブ」メンバーの1人。
機械工学に深い知識を持ちながらプロアスリート並の身体能力も持つ。そのため、途中で見つけた電動ドリルを軽々と使いこなすほどの腕力もある。
基本的には陽気な性格だが、本質的には臆病であり、窮地に陥ると激しく取り乱してしまう。
機械の扱いに優れており、仲間の腕輪を独自に解析してその発信元を特定するなどの活躍をするが、ヴォセクにおいてアフリクテッドの大群を相手にクレア達と籠城戦を展開していた最中に死の恐怖に耐え切れなくなり、投与されていたt-Phobosが発症、姿はペドロのままクリーチャーに変異してしまう。
変異後は意味のないうわ言を発したり、たまに謝罪をしながらも電動ドリルを振り回し、島を徘徊するようになる。
クレア編でも倒せるが、倒していなかった場合はバリー編で市街地の室内にいたところにバリーと交戦し死亡。
ガブリエル・チャベス (Gabriel Chavez)　
英語音声 - /日本語音声 - 後藤光祐
国籍アメリカ、35歳、身長 179cm、体重 85kg。
「テラセイブ」メンバーの1人で、愛称はゲーブ。
元軍人の整備要員で、一通りの乗物の修理・操縦に長けている。屈強で剛健な見た目そのままに、頑強な肉体と精神力を持ち、困難な状況でも軽口を飛ばせるなど怖いもの知らず。
その一方で様々な分野の知識に造詣が深く、読書家という一面もあり、腕輪から発せられるオーバーシアの意味不明な言葉を、カフカからの引用だと見抜いた。
クレア達と合流後、乗り捨てられていたヘリを発見。後にこれを修理して島を脱出しようとするもオーバーシアによってヘリを故障させられる。その時抱いた恐怖心からt-Phobosが発症した挙句に精神がおかしくなり、腕輪を外そうとみずからの手首を刺し続けながら、ヘリごと廃墟ビルに激突して死亡。
バリー編では、変異しかかったままの黒焦げの焼死体がバリーによって発見される。

### 敵対者
オーバーシア（監視者）/アレックス・ウェスカー (The Overseer/Alex Wesker)
英語音声 - Mary Elizabeth McGlynn/日本語音声 - 深見梨加
国籍不明、51歳、身長 177cm、体重 54kg。
収容所へ収監された者たちの手首に装着されたブレスレットのような装置から、メッセージを発信する正体不明の謎の人物。
メッセージはフランツ・カフカの詩を読み上げたり、「ねえ、教えて その“恐怖”を 今 どんな気持ち？」と質問する等、不気味かつ悪趣味。
その正体はアンブレラ社の創設者の一人にして同社の総帥だったオズウェル・E・スペンサーが進めた「ウェスカー計画」の第一次候補者で、12番目のウェスカーであるアレックス・ウェスカー。
アルバート・ウェスカーとの密接な関係を持っているが、フランツ・カフカの「変身」の一節「兄を見捨てた妹」等から血縁関係があることを示唆されている。
元々『5』のオルタナティブ・エディションの追加エピソード『Lost In Nightmares』で名前のみが出ていたが人物だが、作中に登場するのは本作が初となる。なお、本作の2年前となる『5』にて、彼女と思しき人物（署名：アレックス・W）が纏めたW（ウェスカー）計画についてのファイルを入手できる。
容姿としては、クレア編に登場した際は、金髪のカールを巻いたセミロングヘアーに白い服装で統一してパンプスを履いていたが、バリー編では、ほぼゾンビとして登場したため、髪が殆ど抜け落ちて肌は白濁した色に変わっており、呼吸器を始めとした様々な機械を体に取り付けた、半ば機械化したような状態となっており、それをダークグレーの大きなマントで隠した姿になっている。
老いが進み、自らの野望を達成することが困難だと悟ったスペンサーから不老不死の研究を任されたが、その研究を余命少ない自身が使うため研究を奪い逃亡を図った。他人に自身の人格を移植する「転生の儀」の研究を行っており、永遠に生きるために身体を移し替える器を探している。恐怖を克服し、永遠の命を得た自身が恐怖によって人々を支配する新世界を作り出そうと画策する。
経済的に衰退していたザインに再開発という名目で訪れ、様々な施設を設立したことで島民からは「救世主」として半ば盲目的に崇められていた。しかし裏では施設の職員として雇用するという形で騙したり、自分に猜疑心を向けた者は囚人として投獄する等して、島民達を次々と実験体として連れ去っていた。
終盤でナタリアという器を手に入れ、転生の儀を施したことで今の自分は不要と判断し、拳銃自殺を図る。しかし実は自身にもt-Phobosウイルスを注入していたらしく、引き金を引く直前自身の死に恐怖したせいでウィルスが発症し、クリーチャーとなって甦る。何とか自我は残ったものの、自分の身も心も醜く変わり果てたことを実感し、深く絶望する。自身が死の恐怖に抗えなかったことで「恐怖を支配する」という考えから「恐怖を振りまく」という考え方に変わる。また、ゾンビになる前はカフカの小説にある詩やセリフを多用し、落ち着いた口調で話していたが、ゾンビになった後はそれらが一切なくなり、ナタリアに対する憎しみと狂気じみた口調と態度をとっている。
転生先の「アレックス・ウェスカー」であるはずのナタリアに同族嫌悪に近い憎しみを覚え、自己を確立する為に彼女を殺すことを決意する。
ゾンビと化した後は、ナタリアの首を絞め上げて殺そうとしたが、ナタリアの中のもう一人の自分を見たのか、急に怯えだし失敗、ウロボロスウィルスを投与してクリーチャーとして変異した後にも再びナタリアを絞め殺そうとするが、バッドエンディングでは、アレックスとして覚醒したナタリアに殺されてしまう。グッドエンディングでは、モイラに銃撃を何度も喰らいまたしても殺害は失敗。
最期はクレアとバリーの共同戦線の末、クレアにロケットランチャーでとどめを刺され、死亡した。
『RE:3』ではゲームモードの一つ『バイオハザード レジスタンス』において、プレイヤーキャラ『マスターマインド』の一人として登場。劇中では極限状況下における恐怖への対処に関するデータ採取を目的とした「実験」の責任者をスペンサー直々に任されている。容姿はクレア編同様白い服装で統一しているが、本作と比較して若く描かれている他、髪型はショートヘアとなっている。
ニール・フィッシャー (Neil Fisher)　
英語音声 - /日本語音声 - 花輪英司
国籍:アメリカ、39歳、身長 180cm、体重 70kg。
NGO組織「テラセイブ」の幹部メンバーで、クレアの上司。
個性の強いテラセイブのメンバーをまとめるリーダーシップと、冷静沈着な判断力、鋭い洞察力を備えており、テラセイブのメンバーからの信頼も厚い。
クレア達と同じく島に拉致された被験者を装っているが、実はオーバーシアことアレックス・ウェスカーの協力者で、テラセイブメンバーを孤島に拉致させた張本人。
かつては前作で登場した対バイオテロ組織「FBC」の幹部で、長官モルガン・ランズディールの右腕と呼ばれる存在だった。モルガンを様付けで呼ぶほど崇拝しており、アレックスを利用してFBCを再興し、かつてモルガンが行おうとしたことを再び繰り返そうとしている。但し、アレックスにはこの思惑は見抜かれていた。
t-Phobosの献体としてテラセイブのメンバーを孤島に送り込むが、ナタリアという完成品を手にいれたアレックスからは用済みとして扱われ、ウロボロス・ウイルスを投与されクリーチャーに変異してしまう。姿形こそは異形ながらも、ウイルスに適合する遺伝子に近いそれを有していたため辛うじて人の形を保ち、クレアと会話できるなどの自我も保っていた。だが、ウイルスによる強い破壊衝動とFBC再興の夢が絶たれた絶望によって正気を失い、容赦なくクレア達に襲いかかる。倒されても立ち上がり、クレアを追い詰めるが、最後はクレア(もしくはモイラ)に銃弾を何度も打ち込まれ止めを刺された。
彼をモイラで倒すかクレアで倒すかで、エンディングが分岐する。

### その他
エフゲニー・レビック (Evgeny Rebic)　
英語音声 - /日本語音声 - 樋浦勉
国籍不明、66歳、身長 170cm、体重 50kg。
舞台となる孤島の住人にして、唯一の生存者でもある老人。
一般の老人の割には屈強な肉体の持ち主で、狩猟用ライフルを手に日中は外で野生動物を狩って食いつないでいた。また、クリーチャーの習性や対処法も熟知している。
口を開けば憎まれ口ばかり叩いている気難しい性格。何らかの病(恐らく肺か気管支の病)を患っているようでしきりに咳き込んでいる。
アレックスが島を訪れる以前から島に住んでおり、島が炭鉱で栄えていた頃には、炭工夫として一人娘のイリーナ（モイラと同い年）と幸せに暮らしていた。
島が異変に見舞われると、地上での生活を捨て、クレア達が訪れるまで、一人下水道へと身を隠し、生き延びていた。
アレックスのせいで島が滅茶苦茶になった事が原因で、余所者には強い拒絶と敵意を示す。
バリーが島を訪れるまでの半年間、クレアとはぐれたモイラを憎まれ口を言いながらも保護し、共に自給自足の生活を送っていた。
自分の反対を押し切ってアレックスの施設に就いたイリーナを案じていたが、鉱山で彼女の遺書を発見しすでに死亡していることを知ってしまう。
その後、バリーが島を訪れる直前の頃には精神疲労と病状の急激な悪化及び食糧となる野生動物の減少で既に籠城生活の維持にも限界が出始めていたことで、自身は「島で生まれた者は島で死ぬことが誇り」と残ることを選択し、モイラを半ば追い出す形で島から脱出する様に促した。
バリー編でバリーとナタリアが訪れた際には、隠れ住んでいた下水道の管理室で横たわったまま亡くなっていた。
モイラを主人公としたEXEP1 「ある戦いの記録」ではサポートキャラクターとしてプレイヤーが操作することが出来る。
イリーナ・レビック (Irina Rebic)　
国籍不明、享年20歳。
エフゲニー・レビックの一人娘。エフゲニーによるとモイラと同い年。
アレックスが島にやってきた後に砕石場で働き始めるが、t-phobosの被験者にされてしまい、最終的にドルーガに変貌してしまった。
ちなみに、バリー編で砕石場にて遭遇するドルーガは彼女が素体となった個体である。
また、採石場では彼女が最後に書き残した遺書を見つけることができる。

### レイドモードに登場するキャラクター
アノニマス/グレーゴル・ザムザ (Anonymous)
レイドモードで操作するプレイヤーの名称。
謎の声が管理するシステム「レッドクイーンα」に閉じ込められ、脱出の糸口を求めてミッションを遂行する。
プレイヤーキャラクターとしては、コンプリートバッジを90以上獲得すると開放される。
追加コスチュームとしてロッティが追加された。
名前は「変身」の主人公グレーゴル・ザムザより取られている。
クレア・レッドフィールド
初期から選択できる。
バリー・バートン
初期から選択できる。
モイラ・バートン
初期から選択できる。
ジーナ・フォリー
エピソード1で開放される。
追加コスチュームとしてレディハンクとレイチェル・フォリーが追加された。
更にジェシカ・シェラワットのFBC時代のコスチュームも追加された。
ペドロ・フェルナンデス
エピソード2で開放される。
追加コスチュームとして変異ペドロが追加された。
ガブリエル・チャベス
エピソード2で開放される。
ニール・フィッシャー
エピソード3で開放される。
エフゲニー・レビック
EX EPISODE1「ある戦いの記憶」クリアで開放される。
アレックス・ウェスカー
ストーリーモードクリア＋RAIDモード・ラストミッションΩクリアで開放される。
ジル・バレンタイン (Jill Valentine)
コンプリートバッジを10以上獲得すると開放される。
デザイン及び設定上は『RV』に準じたものとなっている。
レオン・S・ケネディ (Leon Scott Kennedy)
コンプリートバッジを20以上獲得すると開放される。
デザイン及び設定上は『6』に準じたものとなっている。
クリス・レッドフィールド (Chris Redfield)
コンプリートバッジを30以上獲得すると開放される。
レオンと同じで、デザイン及び設定上は『6』に準じたものとなっている。
アルバート・ウェスカー (Albert Wesker)
DLCで開放される。
デザイン及び設定上は『5』に準じたものとなっている。
ハンク (Hunk)
DLCで開放される。
デザイン及び設定上は『ORC』に準じたものとなっている。

## 舞台
ザイン
舞台となる孤島。ポスターの文字はロシア語で書かれている。地図には載っていない島と言われており、興味本位で島を訪れた者を幽閉するなど、島民もやや排他的である事がうかがえる。島自体はそれほど大きくないが市街地や漁村などが存在していたりと人口はそれなりに多い事がうかがえる。また島の各所で国旗のような旗も見られる。
かつては鉱山資源により繁栄していたが鉱脈が枯喝した事や、作物が育ち難い環境と土質だったこともあり、アレックス・ウェスカーがやって来るまでは住民は貧しい生活を強いられていた。
アレックスが訪れたことで鉱山の再開発等が進められ、島の暮らしは豊かになり、一時島は栄えたが、裏では各地にウィルスの研究施設を建設し、島民もしくは外部から拉致してきた人物を対象にした人体実験を行っていた。やがてウィルス漏洩によって島民のほとんどが感染し、街や村は壊滅に追い込まれ、クレアやバリーが島を訪れた時には荒廃しきっていた。
鉱業が生活の中心だった為か、今なおも島中の至る場所に宝石（ルビー、サファイア、エメラルド、トパーズ、ダイヤモンド）が隠されている。
収容所
謎の特殊部隊に拉致されたクレアとモイラが最初に目を覚ました場所。島の沿岸部に位置している。
表向きはただの犯罪者収容所だが、実際はアレックスの実験施設のひとつで、島内外から拉致してきた多くの者を実験体として収容していた他、アレックスに懐疑心を抱いた島の住人もここへ送られていた模様。
t-Phobosにおける実験上、恐怖を与えるための拷問器具も多数見受けられる。ちなみにこの拷問器具はフランツ・カフカの作品の「流刑地にて」に登場する物に酷似したものがゲーム中に存在している。
漁村
沿岸部に位置する小さな漁村。すでに廃墟となっている。村の外れにはヘリが放置されているが、これは以前にこの島を訪れた旅人が使っていたもの。
この村からもアレックスの施設に出稼ぎに行く者たちがいたがそのほとんどは帰ってくることはなかったという。
市街地とは村外れにあるトンネルで通じている。バリー編ではグラスプの巣窟と化している。
ヴォセク
漁村の中心に建つ酒場。収容所から脱出したクレア達と、ゲーブ達はそれぞれアレックスの誘導によってここへ導かれ、合流している。
一時的にクレア達の活動拠点となっていたが、アフリクテッドの襲撃と、その最中にクリーチャー化したペドロとの戦闘で崩壊し、バリー編では建物が半ば倒壊した状態となっている。
市街地
ザイン中心部の市街地。
道路が整備されていたり、車が多数点在していたり、公園が作られていたりとかつてはそれなりに発展を遂げていたが、漁村同様に既にゴーストタウン化して荒廃が進んでおり、クレア編ではオルトロスやヴォルケンブラバーが、バリー編ではレヴェナントやグラスプがそれぞれ多数徘徊している。街の中心にはアレックスの塔が聳え立っている。
食品工場
市街地の外れに位置する巨大な工場。市街地同様、既に廃墟化しているが、一部の区画では保安設備やロシア語による録音放送が機能し続けている。最終的に爆破して消滅するため、クレア編のみ訪れる事ができる。
元は島の住人が代々経営してきた普通の工場であったが、アレックスに買収された後は、収容所と同様に彼女の実験施設のひとつとして利用され、常軌を逸する様なトラップや拷問器具が多数施された無法地帯と化している。工場脇を流れる用水路は塔と繋がっている。
塔
ザインのランドマーク的存在である奇抜な形状の塔で、アレックスが根城としている。クレア編における最後の舞台。
内部は異様な装飾が施された下層部と、近未来的設備が整った上層部、迷路の様に入り組んだ地下水路とで分かれている。
クレア編のエピソード4で上層部は倒壊し、バリー編では下層部と地下水路のみ訪れる事ができる。
砕石場
アレックスの塔から地下水路を通って訪れる事となる鉱山の砕石場。バリー編のみ訪れる事ができる。
敷地内には多数のレヴェナント達やドルーガが徘徊している。
採鉱施設
砕石場の奥にある鉱山の中心地。バリー編のみ訪れる事ができる。
地上には作業員用のクレーンや、ダムなどが存在し、地下には巨大な坑道が広がっているが、地上区画の設備はどれも漁村や市街地同様に荒廃し、地下の坑道には至る所で有毒ガスが発生しているなど、いずれも危険地帯である事には変わりない。
アレックスの研究所
鉱山の坑道の最深部に造られた研究施設。バリー編における最後の舞台。
ザインにおけるt-Phobosウィルス研究・開発の本拠点であり、内部には洋館事件の洋館を思わせる古風かつ豪華絢爛な内装を施したエリアや、多数のレヴェナントが収められたカプセルが点在する研究室などが存在する。そこを抜けた深奥部には、多数の不気味な人形と蝋燭が飾られた異様な洞窟と、アレックスが待つ巨大な空間が広がっている。
岸壁
アレックスの研究所から脱出した先に広がる断崖絶壁の岩場。
本作における最終決戦の舞台。

## 登場クリーチャー
本作に登場するクリーチャーは、大きく分けてt-Phobosとウロボロス・ウィルスによって生み出された、もしくは、感染して自然発生した物に分けられる。

### t-Phobos系統
アフリクテッド (Afflicted)
クレア編で登場。
謎の島や収容所でクレアとモイラを襲撃する狂人。アフリクテッドは英語で「負傷者」を意味する。
非常に凶暴な性質を持ち、生きた人間を見つけると容赦なく襲い掛かる。捕食のためというよりも、殺害を目的としている。
正体はさらわれた島民やテラセイブ職員で、t-Phobosを投与させられ拷問を受け続け苦痛と恐怖を味わわされた結果、t-Phobosにより変異したもの。
目が赤くなり、自我と理性を失っている。また上記から全身には針金を巻きつけていたり、釘を刺されていたり、所々で裂傷や切り傷があったりと痛々しい拷問の名残を残した姿をしている。
ウィルスに脳を破壊されているため、既に人間としての自我と理性は失われている。しかし、手にした鈍器等を使って相手に殴り掛かる程度の知能は残っている模様。また、筋肉組織の劣化は進んでいないため、走ったり跳びかかったりすることも可能。
頭に赤い腫瘍を持つ個体も存在しており、そこを攻撃すると、赤い膿を飛び散らせ、死亡する。更にこの赤い膿は通常の攻撃では破壊できず、そのまま残しておくと、近付いてきた者を感知して膨れ上がって破裂してダメージを与える地雷と化す。除去するにはモイラの持つライトを照射する必要がある。
倒されると、スプローダーに変化して蘇生する個体も存在する。
アイアンヘッド (Iron Head)
クレア編で登場。
英語で「鉄の頭」を意味する名の通り、頭を鉄兜で覆い隠し、巨大な斧状の武器で武装したアフリクテッド。
アフリクテッド同様、身体には大きな切り傷を金属部品で無理矢理繋ぎ合わせられたような痛々しい姿をしている。
素体は鉱山で働いていた鉱夫である為、通常のアフリクテッドと比べて一回りほど大きな体格をしており、動作は遅いものの、体格に見合った高い体力、攻撃力を持つ。また頭に被った鉄兜によって銃弾を防いでしまう。
シスト(Cyst)
クレア編・バリー編双方で登場。シストは英語で「包嚢」を意味する。
施設の床や地面、赤い膿が付いたアフリクテッドの頭部を攻撃して倒した際に発生する膿疱状の塊。
t-Phobosが漏洩した不衛生な環境下で、ある菌が変異を起こし、異常な発達を遂げた粘菌の一種。
外部刺激を受けると、急激に膨張し破裂してしまう、爆発する系の敵である。
膿が付いたアフリクテッドが頭部に攻撃を受けて、即死した際に生じた個体は一定時間が経過するか、特定の扉を開けるまでは近付いても、破裂せず、どんな武器を使っても倒せないが、モイラの持つライトを照射するか、ナタリアの投石で離れて破裂させるかで消滅させられる。
また、クレア編で出現させた際、消滅させておかなければ、バリー編でも必ず残ってしまうため、思わぬトラップになり得る。
スプローダー (Sploder)
クレア編で登場。
アフリクテッドの変異種。
名前のSploderは拡散を意味するSpreadと爆破する者の意味のExploderの混成語と思われる。
体内にシストと同類の菌が入り込み、増殖した末に変化したもの。
非常に巨大な腫瘍が身体を覆っており、アフリクテッドよりも、非常に醜悪な外見を持つ。
腫瘍は外部刺激を受けるにつれて膨れ上がり、最終的には爆発するが、その際に周囲へ毒性のある体液を撒き散らす。また、それに至らなくても外敵を見つけると任意で破裂させることもできる。
ロトン (Rotten)
バリー編で登場。ロトンは英語で「腐敗」を意味する。
アフリクテッドが更にウィルスの影響を受け変化したもの。
アフリクテッド同様、生きた人間を見つけると容赦なく襲い掛かる。アフリクテッドに比べ動きが俊敏で強力な個体。
アフリクテッドは体内のウィルスの作用により、新陳代謝が促進されており、徐々に人間の物とは全く別の組織に変化していく。結果、強靭な筋力を獲得するが、新陳代謝がほとんど行われない活動体になり、皮膚や肉は腐敗していくが、筋組織はほとんど維持されているため、骨格が露出した状態であっても問題なく活動できる。
オルトロス (Orthrus)
クレア編・バリー編双方で登場。名前の由来はケルベロスの弟から。
野生化して自生していた犬がt-Phobosに感染したことで変異し、誕生したクリーチャー。しかし、直接ウィルスを投与された個体も存在する模様。
背中に刺のようなものが複数刺さっているうえ、 顔付きは骸骨状に変わっており、犬の面影は一切なくなっている。また、頭にはずだ袋が被せられ、喉にはトラバサミが埋め込まれていて、これが牙の役割を果たす。
群れで行動し、縄張り意識が強いため、敵が縄張りに入ると集団で襲い掛かる。
グラスプ (Glasp)
クレア編・バリー編双方で登場。
オルトロス同様、t-Phobosによって島内に自然発生したクリーチャー。肉塊に人が浮き出たような不気味な身体を持つ。
名前のGlaspは透明の意味のGlassと攻撃方法である握りつぶす意味のGraspの混成語と思われる。
かつては何らかの昆虫だったようであり、感染してから短いサイクルで世代交代が繰り返していった結果、現在のような姿に変化したもの。その際人間又はその遺伝子を取り込んだのか、後頭部に人間の顔が浮き出ており、足も人間の物に近い形に変異している。
体から洩れ出るガスには他の生物の視神経に異常を与える作用があり、プレイヤーからは全く見えない透明状態で動く。グラスプが近くにいる場合、プレイヤーの視界が揺らめき(距離が近いほど揺らめきは強くなる)、独特の羽音が聞こえてくる。近距離まで近づくと、耳鳴りのような音が聞こえるようになる。煙幕ビンを使った時や倒して死骸になった際に、その姿を見る事が出来る。バリー編ではナタリアの能力で位置を簡単に捕捉できるが、クレア編では捕捉に制限があり、周囲にある段ボール等の物が不自然な動き方をしていないか確認しながら戦う必要がある。
人体を簡単にへし折るほどの強靭な脚力を持っており、プレイヤーが捕まると脊椎を折られ、即死となる。また、その直後には大量の幼虫をプレイヤーの死体に撒き散らす。
レイドモードでは弱体化されており照準を合わせると姿を現す。
オオウデムシ(Giant Whip Spider)
クレア編・バリー編双方で登場。
アレックス率いる研究者一行が実験のために持ち込んだクモガタ類の「ウデムシ」が、t-Phobosに感染したことで巨大化し、そのまま島で自然繁殖したもの。
ウィルスの影響からか、第1脚が大きく長く発達しており、これを使って獲物に攻撃を仕掛けてくる。
本来はおとなしく、無害な生物だったが、ウィルスの影響を受け、非常に凶暴な性質に変化しており、自身の数十倍の大きさになる人間に対しても、臆することなく、襲い掛かる。
なお、島にはt-Phobosに感染していない通常のウデムシ（外見はオオウデムシと同じ）も自然繁殖しており、EXEP1 「ある戦いの記録」では食料のひとつとして捕獲する事ができる。
ヴォルケンブラバー (Vulcanblubber)
クレア編で登場。エピソード2のボスであり、エピソード3にも中ボスとして登場する。
名前のVulcanblubberはVulcanは火の神、blubberはぜい肉を意味する。
頭をボロボロの包帯で覆い、片手に炎のついた松明を持ち、反対の手に大きな火薬筒を抱えた巨大なアフリクテッドの一種。
その醜悪な外見に反して素体は女性であり、実験の過程で執拗な拷問を受けた結果、現在の姿となった。また、公式ガイドブックによると、ウィルス以外にも様々な薬物投与を受けていたことを示唆する内容が記述されている。
アフリクテッド同様、ある程度の知能は残されているようであり、遠距離では火薬筒から火炎弾を発射し、近距離では松明や火薬筒で殴りつける攻撃を行う。また、見かけに似合わず動きは素早く、その素早さと巨体を活かした突進攻撃や、松明で火薬筒を叩くことで仲間のアフリクテッドを呼び出すことができる。
発症ペドロ (Mutant Pedro)
クレア編・バリー編双方で登場。バリー編のエピソード2のボスだが、クレア編のエピソード2で倒すこともできる。
アフリクテッドとの戦いの中で恐怖に耐え切れずにt-Phobosが発症した結果、クリーチャー化してしまったペドロ。
常人を凌ぐ優れた身体能力を備えていたことに加え、オーバーシアに選ばれた強い精神力の持ち主だったことで変異前の姿は留めているものの、片腕が盛り上がっており、身体中に眼球が形成されている。自我と理性は失われて凶暴になっており、意味をなさないうわ言や一部言葉を発しながら、変異前に入手していたドリルを振り回して暴れまわるようになる。
上記のため、他のアフリクテッドよりも高い耐久力と運動性を兼ね揃えているうえ、先述通り発症前に入手していたドリルを武器としているために攻撃力も非常に高く、特にドリルを構えた状態で仕掛けてくる突進は即死攻撃でもある。
弱点は全身に複数個形成された眼だが、有効なのはその内の1つだけで、しかも弱点となる眼は攻撃を受ける度に変わる。ただし、ナタリアは弱点となる眼を看破することが可能。尚、弱点を狙わなくてもただ、攻撃をするだけでも撃退が可能。

### ウロボロス系統
レヴェナント (Revenant)
バリー編で登場。
複数の無機物や人間の身体、その一部を縫合させたものにウロボロス・ウィルスを投与して造り出されたB.O.W。
レヴェナントの名前はフランス語で「（死んだ魂が）戻ってくる」、英語で「亡霊」をそれぞれ意味している。
アフリクテッドやロトンと同様に凶暴な性質を持つ。
無造作に体の部位が縫い付けられているため非常に醜悪な外見を持ち、耐久力も攻撃力も高い。
ウロボロス・ウィルスが形成したオレンジ色の「核」が中枢を担っており、これを破壊されると死亡する。
一見同じように見えるが、足の膝からもう一本足が突き出ていたり、腕が重なるように着いていたり、顔面が上下逆さまに繋ぎ合わされていたりと、個々で形状が微妙に違っており、中には金属の破片を片腕に取り込んで武器として扱っているものもいたりと個性豊かだったりする。
スプラッシャー(Splasher)
バリー編で登場。
レヴェナントの上位種にあたるクリーチャー。
スプラッシャーとは、英語で「撒き散らす者」を指す。
レヴェナントの中でも、ウロボロス・ウィルスの増殖が特に活発的になり、腕部を形成するパーツが特に肥大化した個体。
この腕の内部には、腐敗の影響で毒性が極めて高い膿が大量に詰まっており、これを撒き散らして攻撃する事から、この名が付けられた。
スリンガー (Slinger)
バリー編で登場。
体内に大量の死体を有するレヴェナントの特殊変異体。
スリンガーは英語で「投げる者」を意味する。
ウロボロス・ウィルスが持つ爆裂的な細胞分裂と、増殖作用により、上半身が巨大な肉塊のように肥大化しており、頭部は片腕と一体化してその先に形成される肉塊を造り出す器官と化している。
体内にある死体のパーツとウロボロス・ウィルスの細胞分裂、増殖作用を利用し、肉塊を形成、遠距離からその肉塊を腕部に集束させて投げつけて攻撃してくる。この肉塊を喰らうと視界不良になり、少しの間周りが見えなくなる。
また、捕食対象者に向けて狙いを定め、遠距離攻撃を仕掛ける様子から、他のレヴェナントとは違い、ある程度の知覚認識能力があることがうかがえる。
弱点はレヴェナント同様、オレンジ色の核でここを破壊されると即死する。
変異ニール (Monster Neil)
クレア編で登場。エピソード3のボス。
ただ、エピソード4にはボス戦がないため、クレア編における事実上の最終ボスである。
オーバーシア（アレックス）の手でウロボロス・ウィルスを投与された結果、クリーチャー化してしまったニール。
『5』に登場したウロボロスウィルス由来のクリーチャーと違って、形こそ辛うじて人型をとどめているが、過去作に登場したタイラントのような巨大かつ筋骨隆々な身体へと変化している。
これは、アルバート・ウェスカー程ではなかったものの、適合者の遺伝子に限りなく近い遺伝子であったため、異形ながらもウィルスの増殖をある程度抑え込む力があり、人の形を留められているという理由から。
自我はある程度残っている模様で、戦闘中にクレアたちに自らの本心を打ち明ける。
序盤はその巨体を活かしたパンチや体当たりなどを仕掛け、ある程度ダメージを与えるとウロボロスウィルスの最大の特徴であるヒルのような嚢胞で片腕を覆い、鞭のような形状に変化させたうえで攻撃を加えてくる。
また、ヴォルケンブラバー同様、その巨体に反して動きは非常に素早く、ある程度距離をとっていても走って詰め寄られてしまう。
過去に登場したウロボロス系統クリーチャーと同様に炎が弱点で、戦闘エリアに配置されているコンテナを爆破してその炎を浴びると熱暴走状態になり、弱点であるオレンジ色のコアを露出させる。また、熱がって近くの配水パイプを破壊し、それに背を向けて水を浴びようとするため、攻撃してこない上にコアを無防備に露出してくるため大きな隙が生じる。
ドルーガ (Dhurlga)
バリー編で登場。エピソード3のボスであり、エピソード4にも中ボスとして登場する。
名前はヒンズー教の複数の腕を持つ女神、ドゥルガーに由来する。
レヴェナントに更なる改造を加えた事で、より力と醜悪さが増大したクリーチャー。
人間のような下半身の上に巨大な「核」がある。複数人分の遺体が寄せ集まって形成されたとうかがえる、キノコのような形の肉塊と化した上半身の表面にはいくつもの人間の顔が浮かび、中心から多数の嚢胞が生えた鋏状の巨大な触手が伸びている。
ウロボロス・ウィルスによって形成された中央の黒い触手は弾丸を弾いてしまうほどに強固なために攻撃が通用せず、これを利用して盾の要領で銃弾を防ぐ上、なぎ払いの攻撃も強力。更にこの触手に掴まれると、持ち上げられた後地面に叩きつけられて即死する。レヴェナントと同様に核を重点的に狙って攻撃していく必要がある。火炎瓶などの炎で攻撃すると中央の触手を残して核がむき出しになり、狙いやすくなるが、逆に触手を使った即死攻撃を仕掛けることが多くなるため、注意しながら戦う必要性が出てくる。
エピソード3で最初にバリー達を襲った個体は、行方不明になっていたエフゲニーの娘イリーナが素体である事が、遭遇直前に入手できるファイルの内容からうかがえる。
変異アレックス（Monster Alex）
バリー編で登場。エピソード4のボスであり、本作の最終ボス。
アレックス・ウェスカーが、ナタリアを完全に葬り去るため、ウロボロス・ウィルスを自身に投与して変異した姿。大きく分けて2形態存在する。
第1形態
背骨が異常に発達し、体格もかなり大きくなっており、手足が長くなっている。
長くなった手足を駆使して壁を昇ったり、ダクトの中や上を移動したり、攻撃に使ったりする。また、煙幕を発射して視界を妨げたり、毒ガスを発射して攻撃もする。
ウィルス膿疱に飲み込まれていない事、異形ながらも人型を保っている事から、ニール同様、ウィルスに適合できる条件にかなり近かった模様。更にニールよりもその条件に近かったためか、序盤戦の時点では膿疱が一切見受けられない。それもあって自我は残っているが、ひたすらナタリアに対しての憎しみの言葉を吐き出し、執拗に攻撃を加える。
弱点は他のウロボロス系クリーチャー同様、オレンジ色の核となっている。
バッドエンディングでは、アレックスとして覚醒したナタリアに殺されて終わるが、グッドエンディングのルートになると、下記の形態に変化する。
第2形態
モイラの銃撃を食らって倒れた後に、ダメージの影響でウィルスの暴走が起こり、黒い膿疱が身体中から出て身体が黒く変色し、目が不気味に赤く光り、更に醜悪な姿に変化した姿。
この姿になると戦いが若干延長になり、クレアとバリーが共同戦線を張る事になる。最早、自我が薄れているのか、この姿以降は言葉を発しなくなり、激しい咆哮を上げるのみになる。
基本的には、第1形態と同じ攻撃方法をとるが、ウィルスの触手が分離するようになる。地上でバリーが直接対決し、空中からクレアが援護する形になる。クレア操作中はオート操作のバリーがアレックスを引きつけて岸壁を走る。バリーが洞窟に入るとバリー視点に移行し、洞窟から出ると再びクレア視点に移る。これを繰り返して戦う。
一定のダメージを与えるとクレアがロケットランチャーを使用可能になり、これを命中させれば倒す事ができる。

### レイドモードに登場するクリーチャー
ハンター(Hunter)
『1』から登場するバイオハザードシリーズお馴染みのクリーチャー。
かつてアンブレラ社が自社で開発したt-ウィルスを用い、人間の受精卵に爬虫類の遺伝子を組み込んで開発したB.O.W.。
敏捷な動作と高い運動能力に加え、簡単な命令を理解できる程度の知能を持つなど、アンブレラ社が開発したB.O.W.の中でも最初の成功作で、アンブレラ社が壊滅したあとも、前作『RV』でテロ組織ヴェルトロが引き起こした「テラグリジア・パニック」においてヴェルトロが大量に投入するなどしている。
本作では、即死技の首狩りを行わず、やや弱体化されている。『RV』に登場した亜種であるファルファレルロは登場しない。
スキャグデッド(Scagdead)
『RV』に登場したクリーチャーで、2005年に発見されたt-Abyssに人間が感染する事によって生み出された"ウーズ"の一種であり、中でも、ウィルスにある程度の耐性のある人間が変異したもの。
宿主を支配するかのように、t-Abyss独自の新たな頭部が形成されており、全身が分厚い脂肪に覆われているため、耐久性が非常に高く、チェーンソーのように変形した右腕や、新たな頭部の牙を持つ。
基本的な攻撃方法や動作は、前作に登場したものに準ずる。
ナパドゥ(Napad)
『6』に登場したクリーチャー。
2012年に確認された"C-ウィルス"を人間に投与することによって誕生した"ジュアヴォ"が更にウィルスの影響で変異したもの。
巨大に膨れ上がった肉体は強固な外皮に覆われている。
ウィルスの影響で体温が非常に高く、それを逃がすため、常時全身から蒸気を発して熱を逃がしている。
基本的な攻撃方法や動作は、『6』のものに準ずる。
ラスラパンネ(Rasklapanje)
ナパドゥ同様、『6』に登場したクリーチャーで、C-ウィルスによって生み出される完全変異体の一種。
その中でも偶発的に誕生した、完全変異体の中でも異質な存在のクリーチャー。
人型を形成している外皮の中に軟体生物状のものが本体であり、外皮はこれを保護するために形成されたもの。身体を任意で変形させられ、狭いダクトの中にも易々と入り込める。
特筆すべきはその異常な不死身性で、たとえ上半身、下半身が分かれたり、手が千切れたりしても平然と動き回り、再び融合して再生、繁殖のために執拗に獲物となる人間に襲い掛かる。
基本的な攻撃方法や動作は『6』に準ずる。が、『6』と違い即死攻撃を使わなくなり、何より普通に倒せる様になっており分裂した部分を倒すと再融合が不可能になるなどかなり弱体化されている。
処刑マジニ(Executioner Majini)
『5』に登場したクリーチャー。
かつて、南欧で確認された寄生生物"プラーガ"の改良版を寄生して生み出された"マジニ"の中でも、体格の優れた人間に寄生させて生み出されたもの。
その体格に見合った怪力を有しており、巨大な斧を軽々と振り回して攻撃し、分厚い脂肪に覆われた肉体は並大抵の武器では太刀打ち出来ない程の耐久性に優れる。かつて、アフリカ西部で起こったキジュジュ自治区におけるバイオテロ事件で、プラーガ投与を拒む人間を名の通り、処刑する役割を担っていた。
基本的な攻撃方法や動作は、『5』に準ずる。

## キーワード
テラセイブ (Terra Save)
1998年に起こったラクーンシティ壊滅をきっかけに立ち上げられたNGO団体。主な活動内容は
- 「バイオテロ・薬害事件を秘匿・隠蔽する企業や組織を糾弾・告発すること」
- 「バイオテロ・薬害事件に遭った被害者や犠牲者を支援・救済すること」

の2つである。
t-Phobos(ティーフォボス)
アレックス・ウェスカーが開発した新型ウィルス。最大の特徴は「精神的な強い負荷」つまり恐怖の感情で発症することにある。
従来のt-ウィルスよりも致死性は抑え込まれており、感染しても平常時は何も起こらない。しかし、恐怖を感じた際に脳から分泌されるノルアドレナリンにウィルスが反応し、限界を超えると発症する。
発症した人間は、肉体にt-ウイルスによる強化をはるかに超える速度の新陳代謝が起こり、同時に自我と理性が消失。わずか10秒ほどでアフリクテッドと呼ばれるクリーチャーに変貌してしまう。更にウィルスの侵食が進むと新たに細胞が作られなくなった影響で全身が腐敗していき、最終的にはゾンビに似た、ロトンと呼ばれるクリーチャーになり果ててしまう。
女性には基本的に適応しないらしく、そのほとんどは感染後に死亡しているが、稀に適応できる人物もおり、その場合はヴォルケンブラバーの様な、より強力なクリーチャーへと変異する。
t-ウイルスのような軍事利用ではなく、アレックスが研究している転生の儀に相応しい「恐怖を克服した人間」を選別するためのふるいとして開発された。そのため被験体となった人間（クリーチャー）は、恐怖を与えるために受けた拷問で身体中に傷や有刺鉄線のついた痛々しい姿をしている。
名前の由来はギリシャ神話に登場する恐怖を司る神で、「敗走」の意味を持つ。
転生の儀
アレックスが生み出した、人間の「不老不死」を実現するシステム。その内容は自身の記憶、人格を他の人間に移植するという形で生きながらえるというもので、移植先の人間は恐怖を克服した人間であることが必要不可欠とされる。また、アレックスの研究メモによると移植後から半年間は定着期間として安静にする必要とのこと。
ナタリアはテラグリジア・パニックで両親を失った過去から恐怖の感情が欠落していたため、アレックスが求めていた素体としての条件に一致していた。
老いさばらえたオズウェル・E・スペンサーが求めていた不老不死の研究の結果の一つだが、研究者のアレックスもまた病で自身が余命短いことを悟ったため、それまでの研究成果を持ち出して逃亡。孤島ザインの地に移り、住民を根絶やしにするほどの凄惨な研究の末に完成を見る。
ブレスレット (Bracelet)
ザイン島の収容所へ収監された者たちの手首に付けられたブレスレット。t-Phobosウィルスの発症状況を把握するもので、被験者の感情の変化に伴うアドレナリンとノルアドレナリンの分泌量による恐怖の度合いを備え付けられたランプの色で判別する。色は以下の4パターンが存在する。
- 緑 - 正常（冷静を保てた状態）
- 橙 - 緊張
- 赤（点滅） - 恐怖
- 赤 - 発症

あくまでもt-Phobos用であるため、他のウィルスが投与されていた場合にはその把握はできない。
ウロボロス・ウィルス
本作の2年前にアフリカにて、アルバート・ウェスカーが、製薬企業『トライセル』を利用して開発したウィルス。
感染した人間の肉体を劇的に進化させるが、遺伝子が適合しなければウィルスが暴走し、形成された嚢胞が感染者の身体を覆い尽くして不定形のクリーチャーへと変えてしまう。適合率は極めて低く、ありとあらゆる有機物を吸収して成長、増殖していくため、一度漏洩してしまうとまたたく間に感染拡大してゆく。
アレックスの組織では「闇の血」と呼ばれており、t-Phobosの完成後に研究が行われた。しかし転生の義に失敗し自暴自棄となったアレックスによって無差別に散布されたことで、ザインはさらなる地獄に変貌する。
本作でのこのウィルス由来のクリーチャーは『5』の時とは違い、全身が膿疱に覆われた個体は一切登場しない。
変身
フランツ・カフカの小説。劇中ではカフカの作品の一節が引用されることが多く、「変身」に関しては最も引用されている。

## 関連商品

### 書籍
- バイオハザード リベレーションズ2 アルティマニア

### エアソフトガン
- サムライエッジ バリー・バートンモデル Ver.Ⅱ